# Fotografia urbana
La fotografia urbana è un genere fotografico che si occupa dell'ambiente urbano cercando, attraverso questa tecnica di visualizzazione, di raccontare la vita e l'anima delle città. 

## Rapporto tra fotografia e città

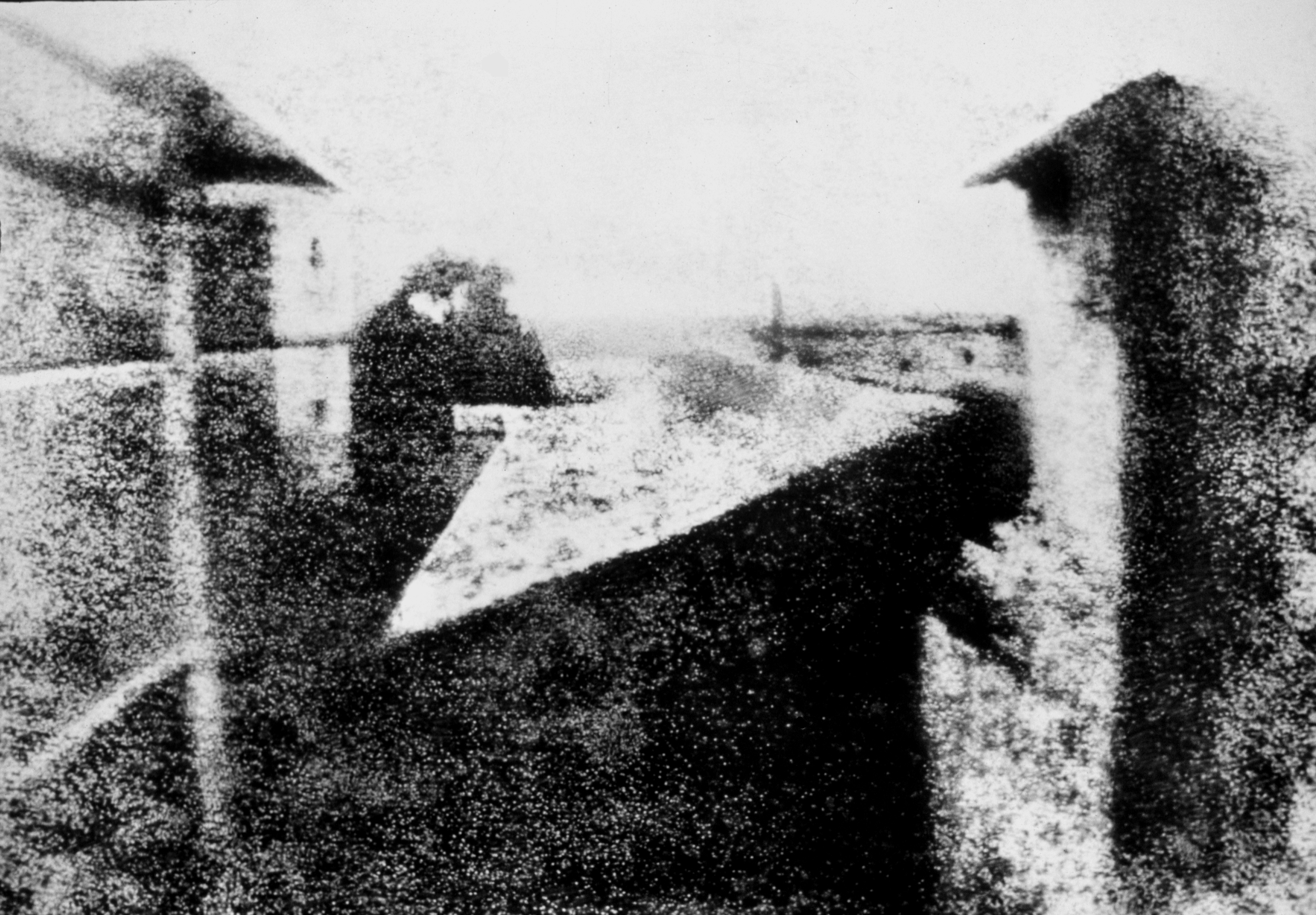
View from the Window at Le Gras, 1826-27, Joseph Nicéphore Niépce

Per poter iniziare un percorso conoscitivo della fotografia urbana bisogna partire dal rapporto tra la fotografia e la città e cercare di individuare un punto di inizio.
La maggior parte degli studiosi definiscono la prima immagine "fotografica" della storia quella realizzata nel 1827 da Nicephore Niepce. La foto, che secondo i racconti dell'epoca viene realizzata con più di 8 ore di esposizione, rappresentava uno spazio esterno di elementi architettonici ed è chiamata "la Veduta dalla finestra a Le Gras".
Sin dagli inizi il paesaggio urbano veniva così rappresentato attraverso le vedute delle città o attraverso luoghi prospicienti lo studio dei fotografi a causa delle dimensioni e del peso degli strumenti utilizzati e della necessità di lunghi tempi di esposizione. 
Quando i progressi della tecnica portarono alla trasportabilità della camera oscura, la fotografia dei paesaggi urbani ebbe lo sviluppo straordinario definitivo per arrivare ai giorni nostri.
Tra i primi praticanti di questo genere compaiono l'inventore della calotipia, William H. Fox Talbot e David Octavius Hill, che già dal 1842 produssero vedute di paesaggi rurali e urbani. 
Nel 1846 Hill pubblicò il volume "A series of calotypeviews of St. Andrews", contenente 22 calotipie della cattedrale di St. Andrews.
A questo punto la fotografia paesaggistica iniziò ad avere una sua propria dignità e, sfruttando anche la diffusione di movimenti culturali come il romanticismo ed il neoclassicismo, prese definitivamente le distanze dalla fotografia documentale, sviluppandosi da una parte nel pittorialismo e dall'altra nel movimento della fotografia diretta del gruppo f/64 e di Alfred Stieglitz.
Nel corso del tempo tale rapporto è andato sempre di più a svilupparsi al punto che oggi, sia la produzione fotografica amatoriale che quella proto-professionale mettono al centro e al servizio della comprensione delle espressioni architettoniche delle città l'utilizzo della fotografia. 
Dando uno sguardo agli ultimi decenni, tra la fine del XX secolo e l'inizio del nuovo millennio, il fenomeno che cambia definitivamente la fotografia nelle tecnica e nella produzione è l'avvento della rivoluzione digitale.
Dopo la sua nascita, la fotografia digitale impiega pochissimi anni per sostituire la fotografia tradizionale.
Il ruolo strategico che la fotografia digitale, con la sua velocità di diffusione e di sviluppo tecnologico, può svolgere nella nostra vita sociale e professionale è sotto gli occhi di tutti.
Ad esempio un tecnico della progettazione per effettuare i rilevamenti architettonici oggi sfrutta gli sviluppi della fotomodellazione e della fotogrammetria, la quale permette addirittura di superare l'utilizzo anche recente dei laser scanner per i rilevamenti.

## Fotografia urbana nelle sue espressioni

Duomo di Berlino, 2015

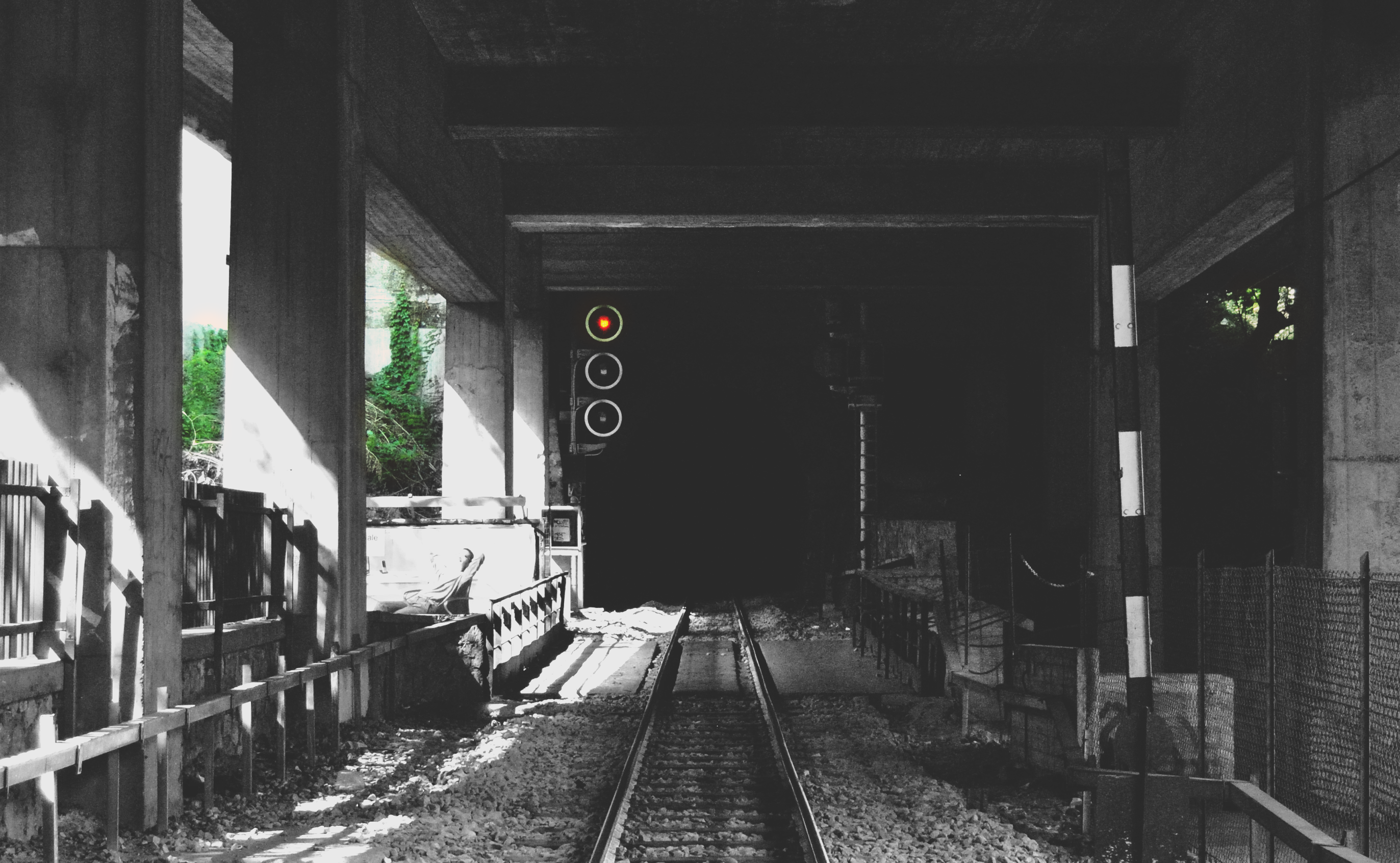
Tratto ferroviario a scartamento ridotto urbano, Catanzaro, 2014

Analizzando il genere della fotografia urbana emergono, in maniera netta, due macro sottogeneri all'interno dei quali si potrebbero ricavare ulteriori sotto classificazioni. Restando sul primo livello di analisi, la fotografia urbana è classificabile, da una parte in tutto ciò che si propone di visualizzare o testimoniare la storia delle città nelle espressioni quotidiane abituali o nelle evoluzioni architettoniche nel corso del tempo, dignitosamente custodite e rese fruibili dall'uomo. Questo sottogenere comprende sia la fotografia di architettura urbana che la fotografia paesaggistica urbana.

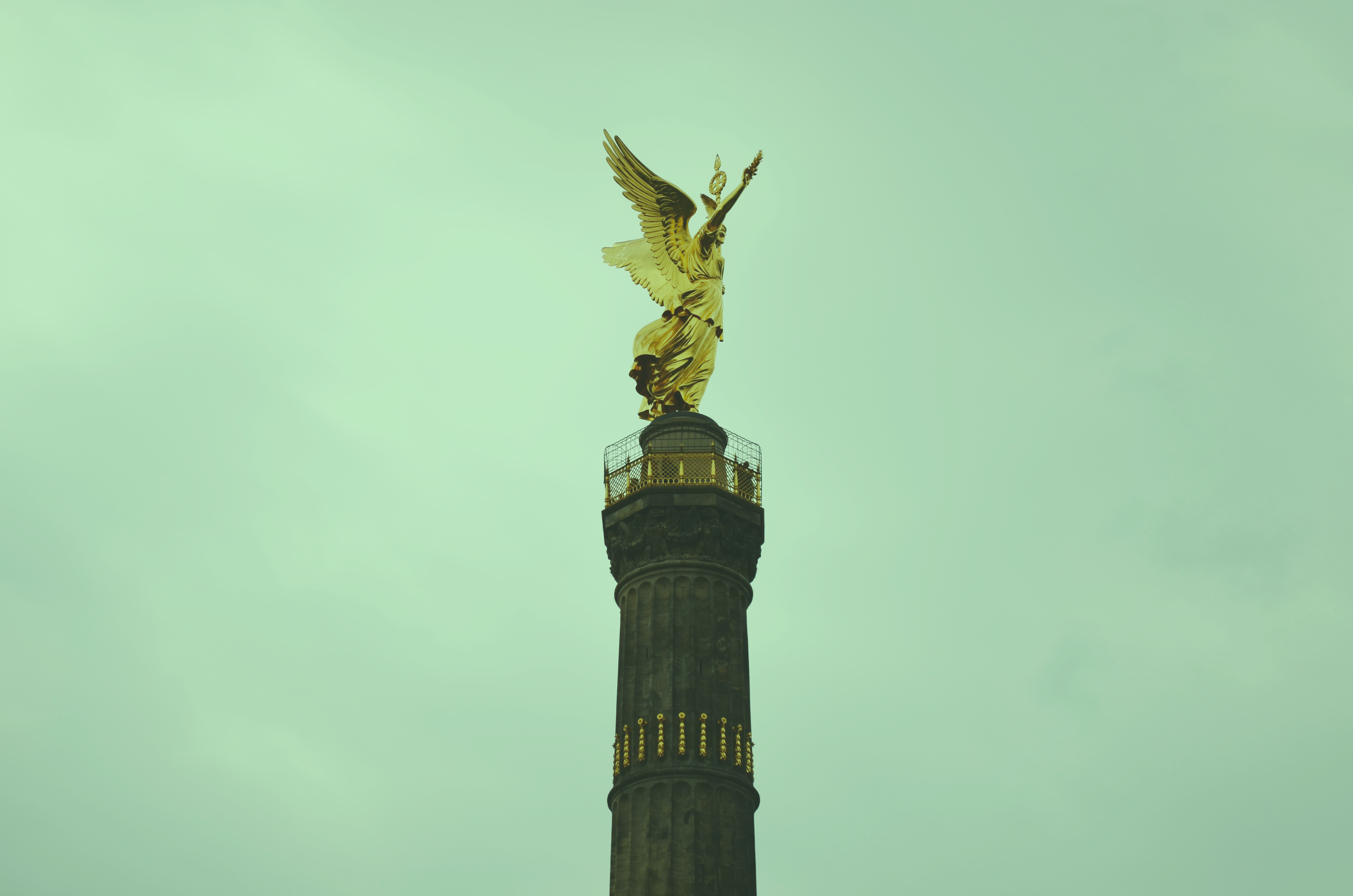
Colonna della vittoria, Berlino, 2015

Dall'altra parte troviamo in maniera del tutto antitetica, se si considerano i messaggi che vuole trasmettere, il più recente sottogenere chiamato fotografia di esplorazione urbana.

### Fotografia paesaggistica urbana

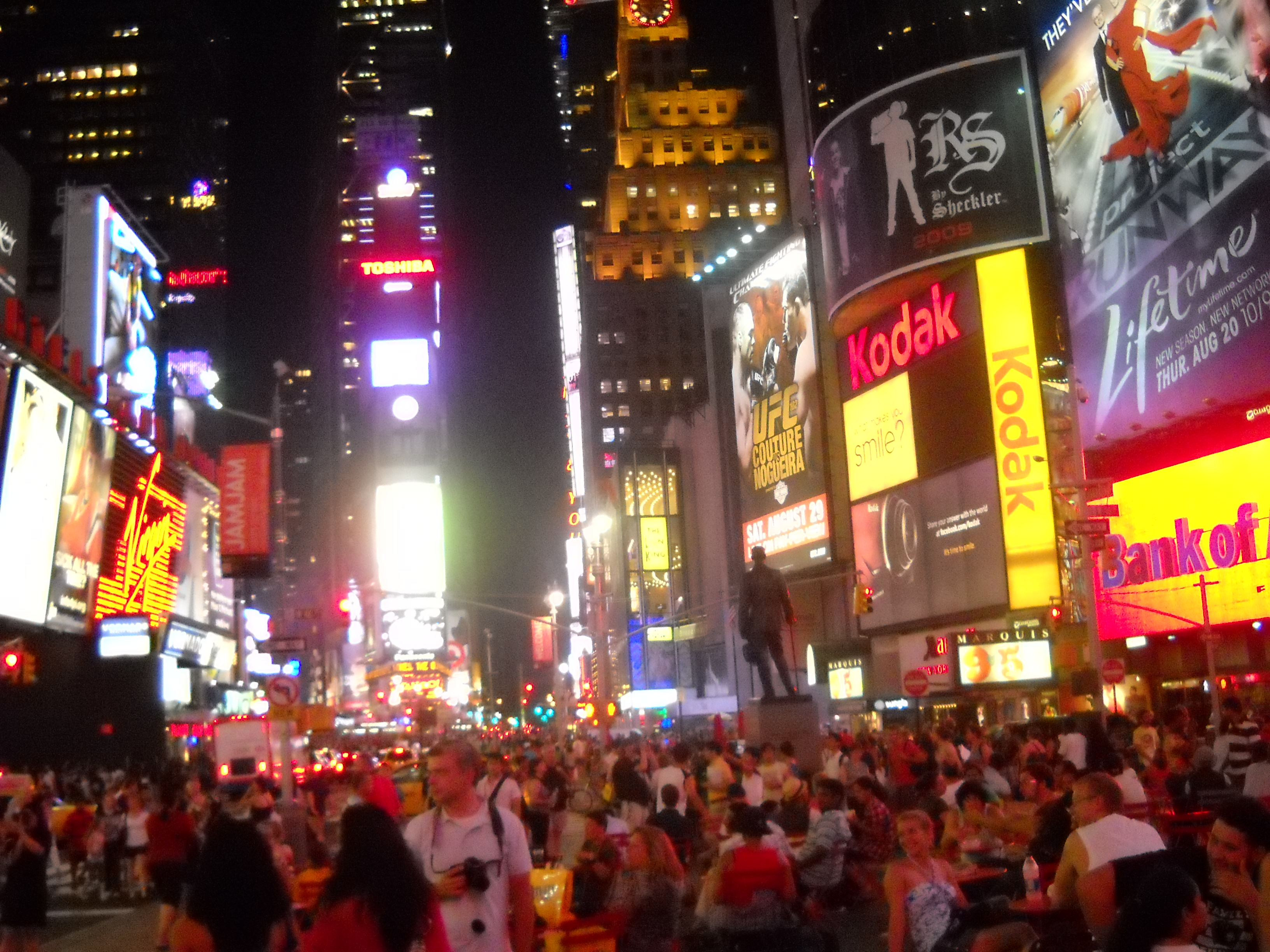
Times Square, 2009, New York

Non c'è dubbio che il primo macro sottogenere sia tra i più conosciuti e anche più apprezzati dalla maggior parte delle persone. Grazie alla sua percepita facilità di realizzazione, ne fanno il sottogenere più frequentato dai fotografi amatoriali oltre che dai fotografi professionisti.

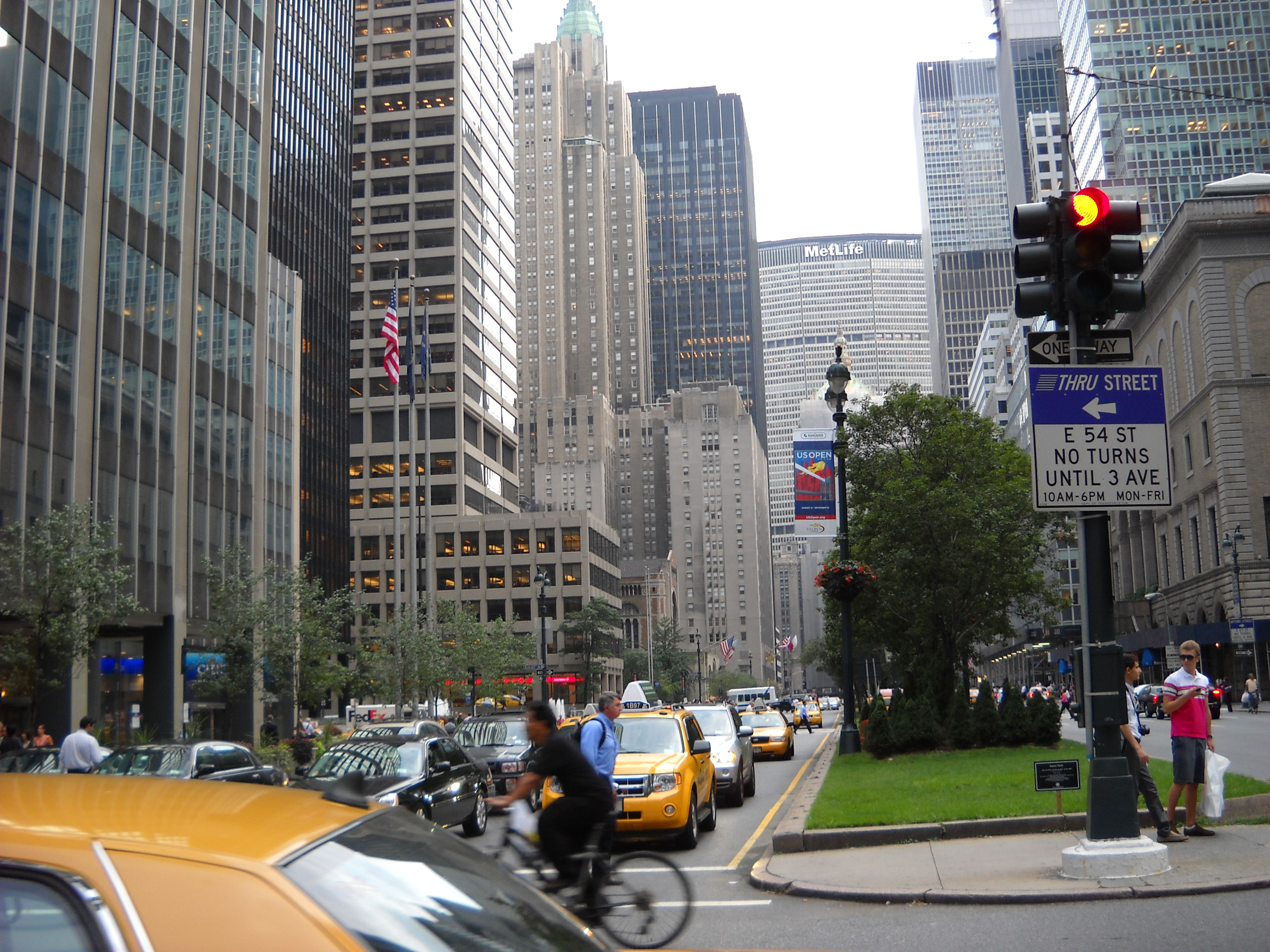
Park Ave, 2009, New York

Tuttavia questo elemento non deve trarre in inganno sulla più o meno facilità di realizzazione, in quanto per far sì che il soggetto fotografato regali un momento di condivisione apprezzato e generatore di emozioni, c'è bisogno di competenze tecniche di assoluto rilievo in tutte le fasi di realizzazione del progetto fotografico, dalla composizione alla scelta dell'esposizione.

### Fotografia d'architettura urbana
Città, monumenti, borghi e tutti gli altri elementi antropici possono essere ottimi soggetti fotografici. Nella fotografia architettonica, l'elemento artificiale è il soggetto principale della foto, occupa gran parte della composizione e spesso è singolo: una piazza, un edificio, un complesso di edifici (si pensi alle Twin Towers o alle Petronas Towers). Altri eventuali edifici o il paesaggio urbano/naturale fanno al più da sfondo al soggetto principale. Nella fotografia architettonica trovare la giusta composizione risulta più difficile di quanto si possa pensare. Una foto di un edificio ripreso frontalmente che riempie perfettamente la composizione (ad esempio una chiesa o un palazzo) è quanto di più semplice ci sia. Occorre quindi muoversi attorno al soggetto, cercare l'angolo migliore e lavorare con lo zoom (si può riprendere solo un particolare, ad esempio una vetrata oppure si può allargare l'angolo dando spazio al cielo e allo sfondo).

### Fotografia d'esplorazione urbana
Un'attività, relativamente recente, che possiamo far rientrare nel genere della fotografia urbana, è l'attività fotografica che accompagna le attività del movimento chiamato Urbex, forma contratta dell'espressione inglese "Urban Exploration", che in italiano assume il significato di esplorazione urbana. Questa attività si occupa dell'esplorazione di ambienti civilizzati in aree off-limits, spesso ambienti decadenti ed ormai in disuso.
Obiettivo del fotografo di esplorazione urbana è di raccontare, attraverso le immagini, la storia di quei luoghi tramite il silenzio dell'ambiente o ciò che accadeva al suo interno e quindi rappresentare anche il vuoto per raccontare la sua storia e renderla immortale. 
Viene mostrato un lato del mondo che non viene mai quasi trattato. Per un fotografo di esplorazione urbana abbracciare tematiche di questo tipo diventa quasi come una necessità per essere in qualche modo un aiuto nel tramandare una memoria che altrimenti svanirebbe.

## Tecniche e strumenti per la fotografia urbana
Qualunque immagine che abbia come soggetto un edificio, ambiente interno o esterno, si può definire un'immagine architettonica.
La riuscita di una buona foto architettonica ha bisogno di un buon grado di conoscenza tecnica e di attrezzatura specializzata.
Realizzare immagini di questo tipo significa saper controllare la prospettiva, studiare il parallelismo delle linee e, al tempo stesso, delle convergenze. La sensibilità di un fotografo sta nel ricreare sistematicamente la sensazione del messaggio voluto esprimere nell'opera dal suo progettista.
Ad esempio, se si guarda dal basso verso l'alto, si crea un effetto di grandiosità, ma si deve prestare molta attenzione a non eccedere sul punto di fuga, soprattutto se ripreso troppo da vicino. In questo caso il palazzo potrebbe dare l'impressione di cedere all'indietro. 
Per risolvere queste, che sono chiamate esasperazioni prospettiche, lo sviluppo della fotografia ha fornito soluzioni precise, sfruttando principi geometrici e principi ottici. Se si mantiene il piano del sensore perfettamente parallelo alla facciata dell'edificio, non si incorre nella deformazione prospettica.
La difficoltà in questo genere di foto risiede nell'impossibilità di inquadrare la totalità del soggetto. La tecnologia, oggi, permette di tenere sotto controllo questo problema grazie agli obiettivi decentrati, dotati di lenti applicate su una montatura meccanicamente decentrabile, posta su un'apposita slitta con movimenti di precisione. 
Riportando l'attenzione agli strumenti di cui dotarsi, volendo intraprendere un'esperienza di fotografia urbana con il minor numero di attrezzature possibili si parte dagli obiettivi.
Infatti si può usufruire di un obiettivo normale o grandangolo per catturare tutti i temi possibili. L'ampia gamma di grandezza focale copre ogni cosa, dagli scatti grandangolari ai minimi dettagli. 
L'obiettivo è relativamente leggero e le distorsioni possono essere facilmente controllate anche in post-produzione. Importante è considerare l'ora del giorno in cui si scatta; la luce abbagliante, ad esempio, determina ombre nette.
Perciò l'ideale è scattare nel periodo che va tra un'ora prima e un'ora dopo l'alba o il tramonto, in quanto la luce è molto calda e morbida e i colori sono più intensi. Scattare fotografie da un punto alto come un grattacielo, una funivia offre una nuova prospettiva per riconoscere simmetrie nascoste del panorama urbano. 
Anche i filtri fotografici sono anche loro fondamentali per ottenere un risultato di scatto migliore:
- Filtro polarizzatore: indispensabile, perché nessun software è in grado di sostituirsi completamente ad esso e garantire gli stessi risultati. La polarizzazione aiuta a rendere i colori più vivi, esaltandoli e definendoli. Elimina i riflessi indesiderati e migliora il contrasto e la saturazione dei colori
- Filtro UV: consiste in un vetro il cui scopo è quello di bloccare i raggi ultravioletti. Se la presenza di luce è massiccia e non si monta il filtro, i raggi non vengono schermati e si rischia di ottenere foto con colori alterati.
- Filtro Skylight; simile al filtro UV, ma con la differenza che è dotato di una leggera gradazione rosa che permette di esaltare i colori, riscaldandoli e rendendoli di conseguenza piacevoli agli occhi dell'osservatore.
- Filtro a densità neutra graduato: la colorazione è grigia e questo serve a filtrare la luce. Grazie a questo filtro tutte le componenti della luce vengono filtrate allo stesso modo, impedendo la creazione di livelli cromatici e dominanze.

Un accessorio che non dovrebbe mai mancare è un treppiedi con livella a bolla per mantenere l'orizzonte in piano ed eliminare anche la possibilità di micromosso.

## Ritratto fotografico di una città

### Il City Portrait

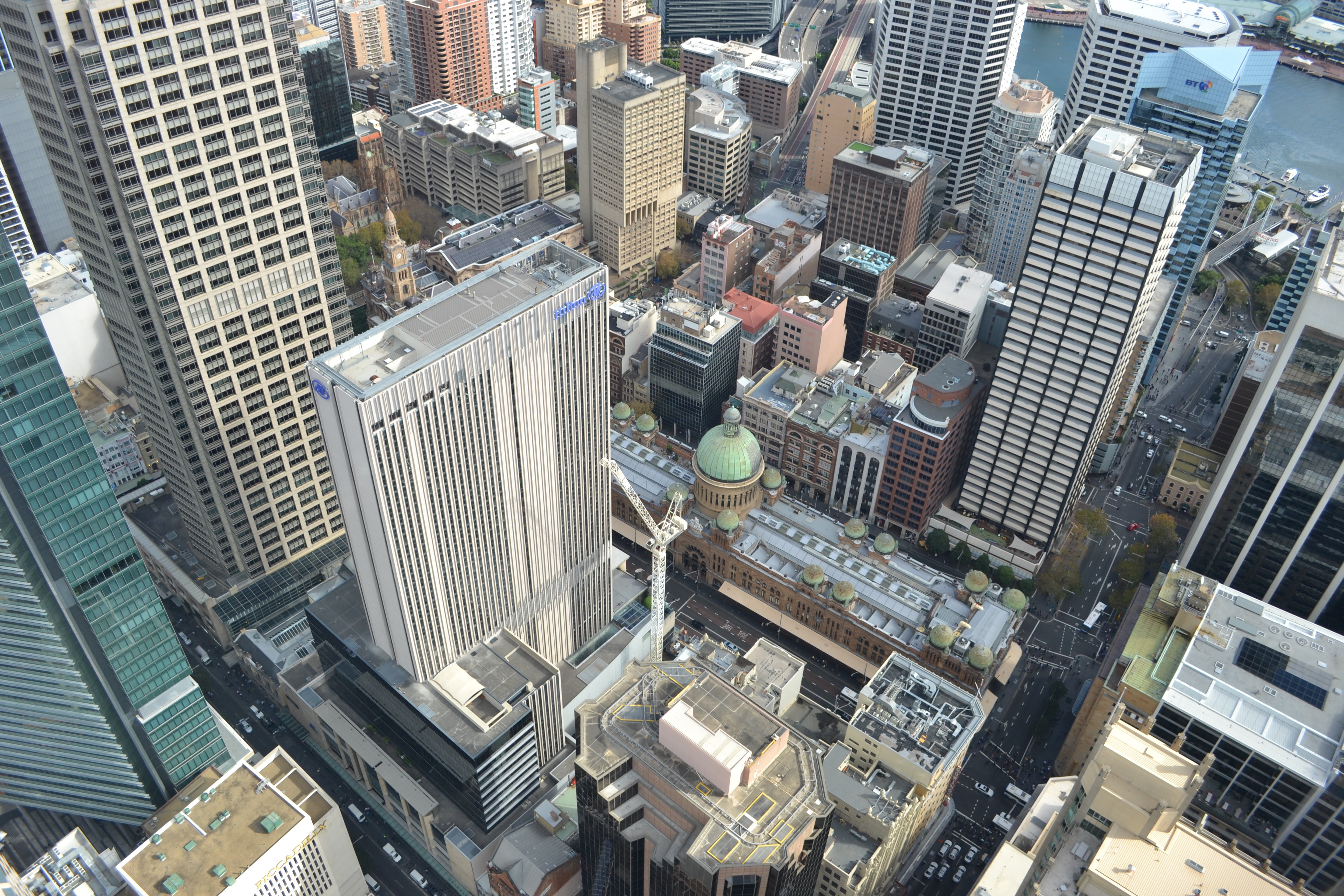
Ritratto di città, 2012, Sydney

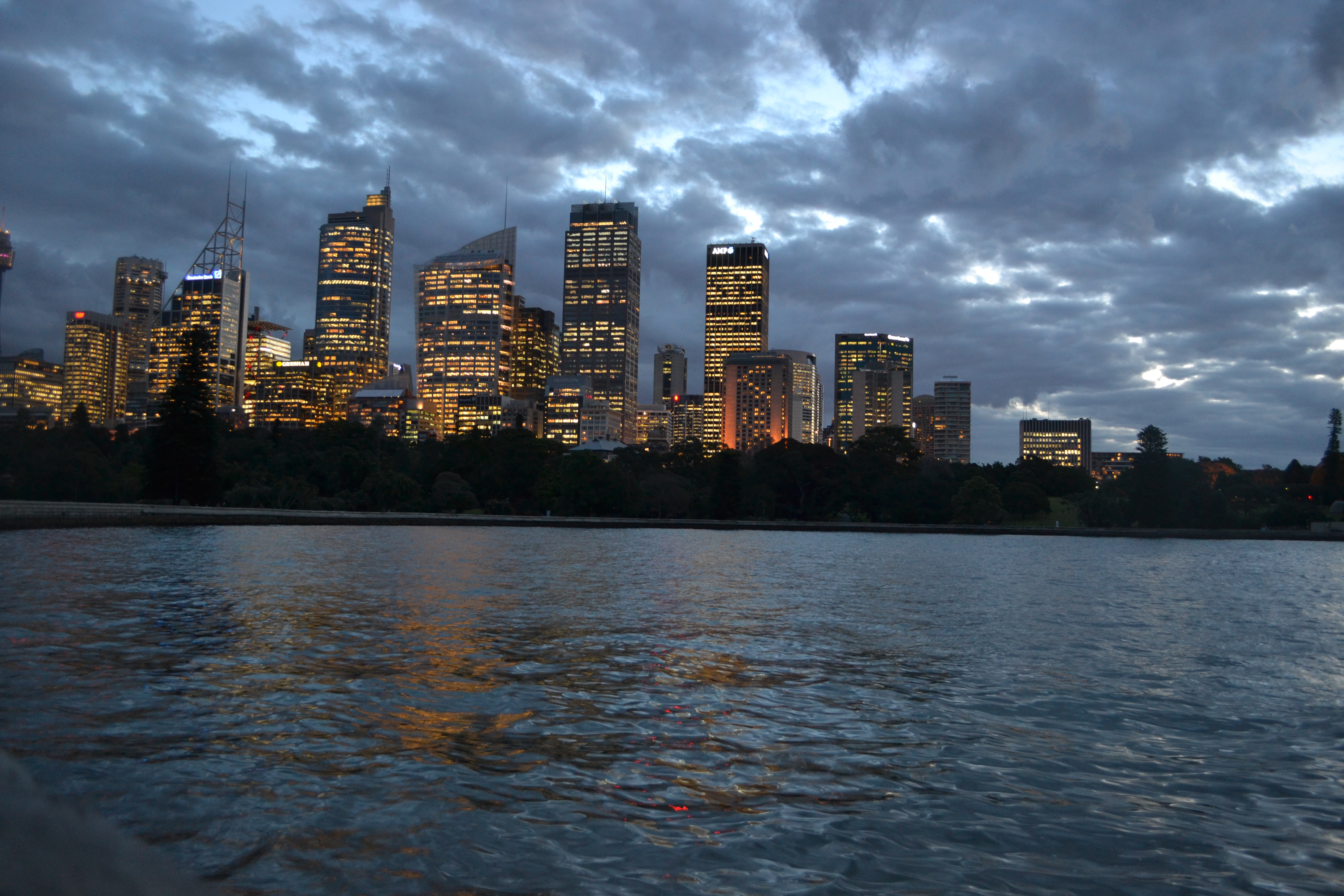
Ritratto di città di sera, Sydney, 2012

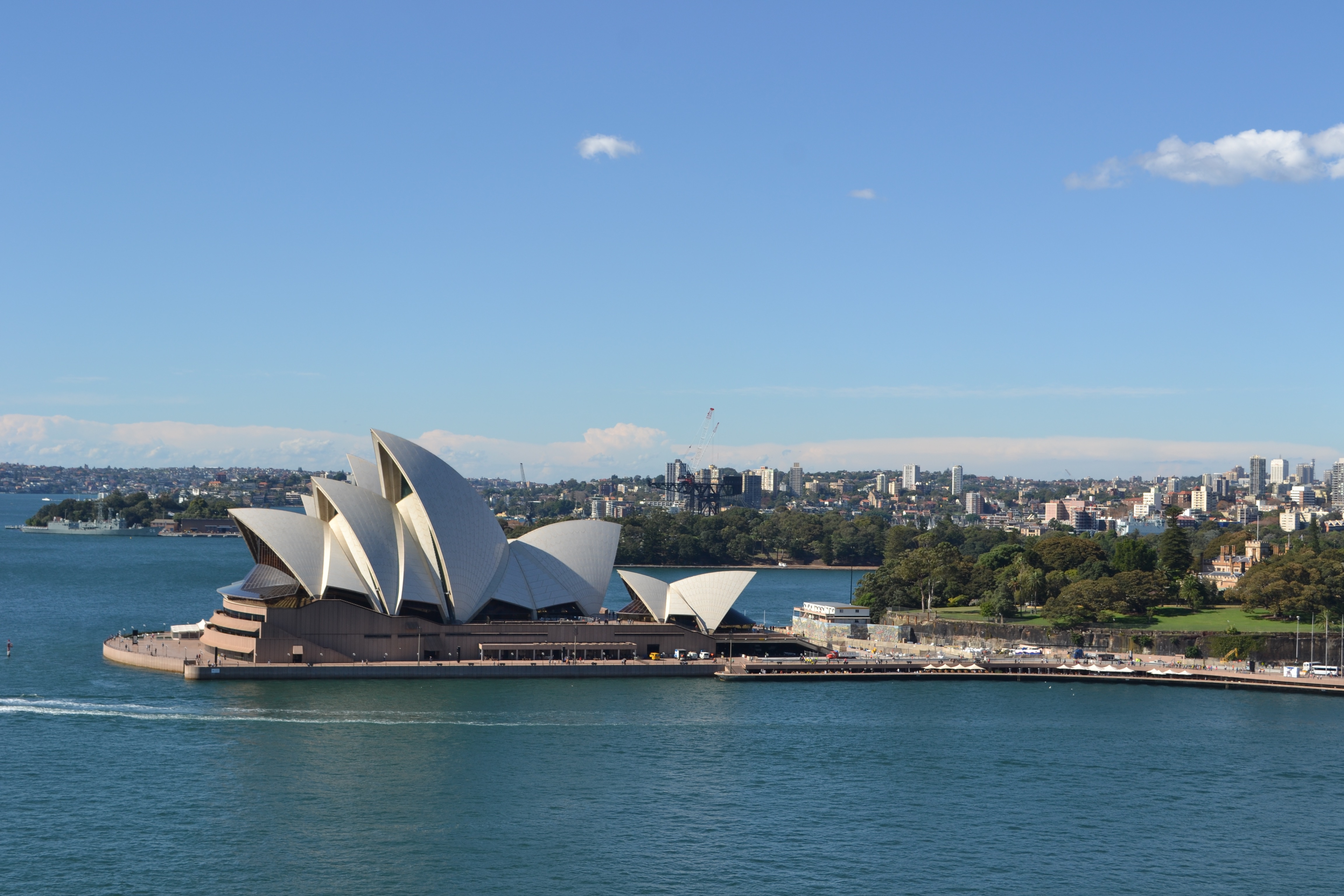
Sydney, Teatro dell'Opera, 2012

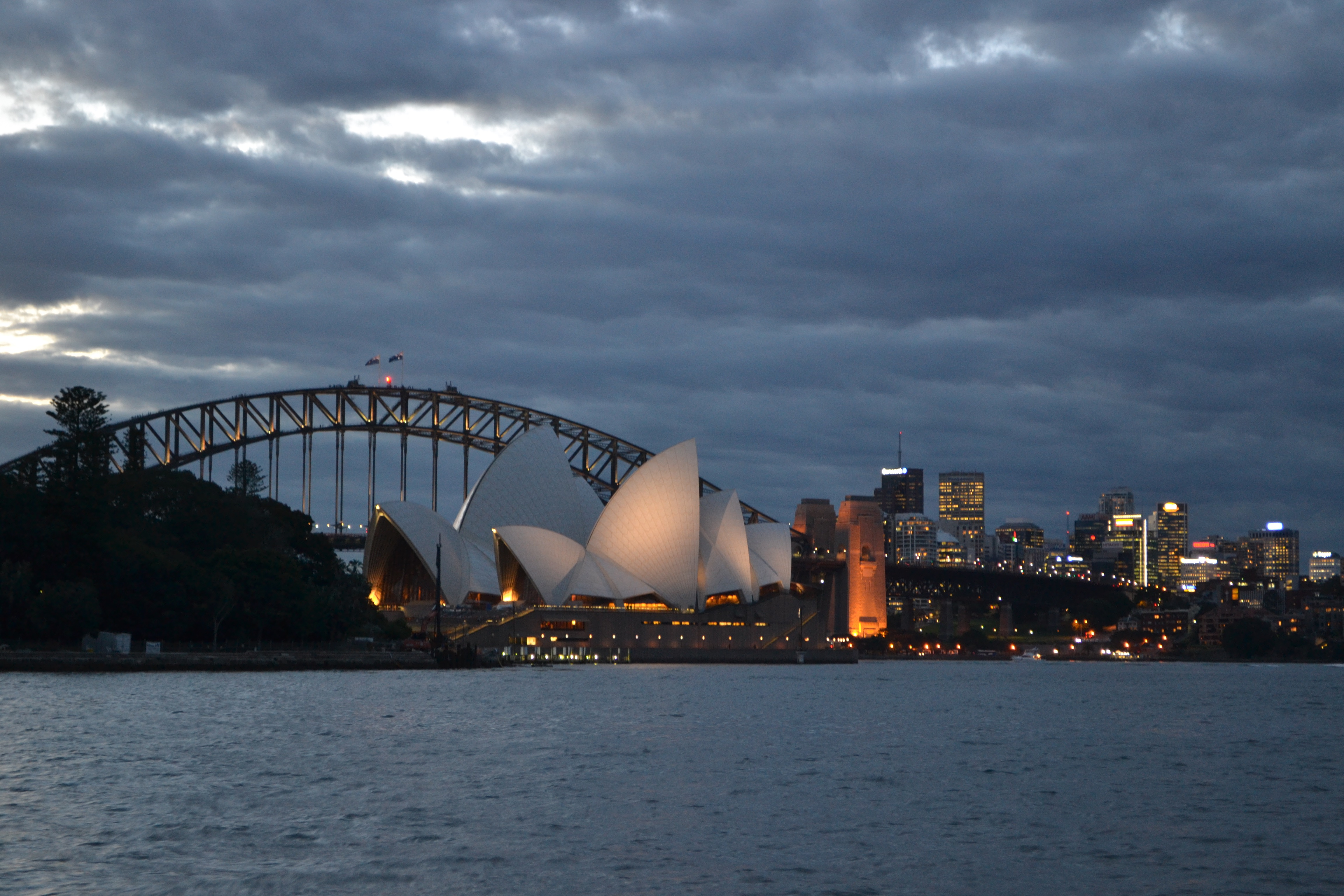
Teatro dell' Opera di sera, Sydney, 2012

Per passare da un insieme di immagini singole di una città ad un lavoro fotografico ben definito bisogna realizzare quello che si definisce un progetto fotografico di città o city portrait.
L'approccio al ritratto fotografico di una città parte innanzitutto da una fase di documentazione sul luogo che si intende raccontare, partendo dalla sua storia, dai luoghi di maggior interesse, dalla sua estensione e morfologia territoriale, dalle sue altezze (colline, grattacieli) e dalle sue profondità (metropolitane).
Questa fase di studio permetterà al fotografo di individuare con estrema chiarezza se il ritratto racconta di una visione di insieme della città o soltanto una delle tante forme con cui la città si presenta ai nostri occhi, le persone, le strade, i monumenti e gli spazi architettonici.

### Fasi di un progetto fotografico

#### 1. Scelta del progetto
Avere chiaro in mente cosa si vuole fotografare è il primo passo per iniziare; questo facilita il fotografo non solo nella realizzazione, ma soprattutto nella scelta delle immagini con cui realizzare il portfolio di riferimento.

#### 2. Finalità del progetto
Importante è anche il fine ultimo del portfolio: la selezione delle immagini cambierà sensibilmente se semplicemente si devono mettere le foto del reportage su un social network, o se si deve far analizzare il progetto ad un Photoeditor per la pubblicazione su un giornale, oppure se serve per una mostra.
In funzione della finalità cambieranno il tipo di immagini selezionate (per esempio se vogliamo raccontare una città nelle sue atmosfere notturne o mattutine, serviranno delle immagini perfette dal punto di vista tecnico e di luce, mentre se si vuole raccontare la città nella sua quotidianità bisogna essere il più aderenti alla realtà (percepita) o il numero delle foto.

#### 3. Selezione ed editing
Rappresenta la fase più delicata di tutto il progetto in quanto imparare a selezionare vuol dire anche imparare a scegliere ed avere la forza di eliminare anche la foto più bella se non è coerente con l'insieme.
La fase di selezione parte da un'ampia disponibilità di foto adatte al progetto (30/40); si passa quindi alla scelta della foto di apertura e di chiusura, comprendendo come la prima dovrà portare l'occhio di chi osserva all'interno del progetto stesso.
La foto di chiusura marcherà il significato totale del progetto. In questo senso entrambe le foto svolgono lo stesso ruolo che hanno la diapositiva di apertura e di chiusura in un lavoro di presentazione multimediale

#### 4. Supporto e stampa
Una volta terminata la selezione rimane da scegliere il supporto e le dimensioni di stampa. Chiaramente se il lavoro dovrà essere pubblicato sul web non avrà bisogno di essere stampato.
Generalmente un lavoro da far visionare a un photoeditor deve essere il più chiaro possibile, con stampe non più grandi di 20×30 cm.
Per quanto riguarda una mostra, invece, dipende molto dal luogo in cui si espone, e dalle condizioni di luce. Meglio comunque stampe grandi senza cornice in vetro (che rischia di creare spiacevoli riflessi) in modo da valorizzare al meglio le stampe.

## Alcuni esponenti

### Fotografia di architettura e di paesaggistica urbana
Nella scena contemporanea italiana:
- Gabriele Basilico
- Olivo Barbieri
- Luca Campigotto
- Vincenzo Castella
- Mimmo Jodice
- Giovanni Hanninen
- Guido Guidi
- Paolo Rosselli

Nella scena contemporanea mondiale:
- Martin Parr

### Fotografia di esplorazione urbana
Nella scena contemporanea italiana:
- Giacomo Doni
- Jessica Morelli
- Daniel Santucci

Nella scena contemporanea mondiale:
- Henk Van Rensbergen
- Rob Dobi
- Gina Soden
- Thomas Windish